# Emil Bernhard Cohn
Emil Bernhard Cohn (hebräisch אמיל ברנהרד כהן), auch Emil Moses Cohn oder Ben Oni Oni (geboren 18. Februar 1881 in Steglitz; gestorben 28. Februar 1948 in Los Angeles), war ein deutscher Rabbiner, Zionist, Schriftsteller und Bühnenautor, der 1939 in die Vereinigten Staaten Staaten emigrierte. Er schrieb zahlreiche Theaterstücke, Romane, Bücher und Artikel über das Judentum und nutzte als Schriftstellerpseudonym seine Vornamen Emil Bernhard.

## Leben
Emil Bernhard Cohn wurde geboren als eines von insgesamt sieben Kindern des Mediziners Bernhard Cohn, Zionist und Vorsitzender des Steglitzer Synagogenvereins Düppelstraße, und der Caecilie Cohn (1854–1935), geborene Sabersky. Die gesamte Familie zählte zu den Anhängern Theodor Herzls. Seine älteste Schwester Hinde Helene Cohn (1882–1966) gründete mit Gleichgesinnten 1910 den Jüdischen Frauenbund für Turnen und Sport (Ifftus), seine jüngste Schwester war die Architektin Lotte Cohn.

### Jahre in Deutschland

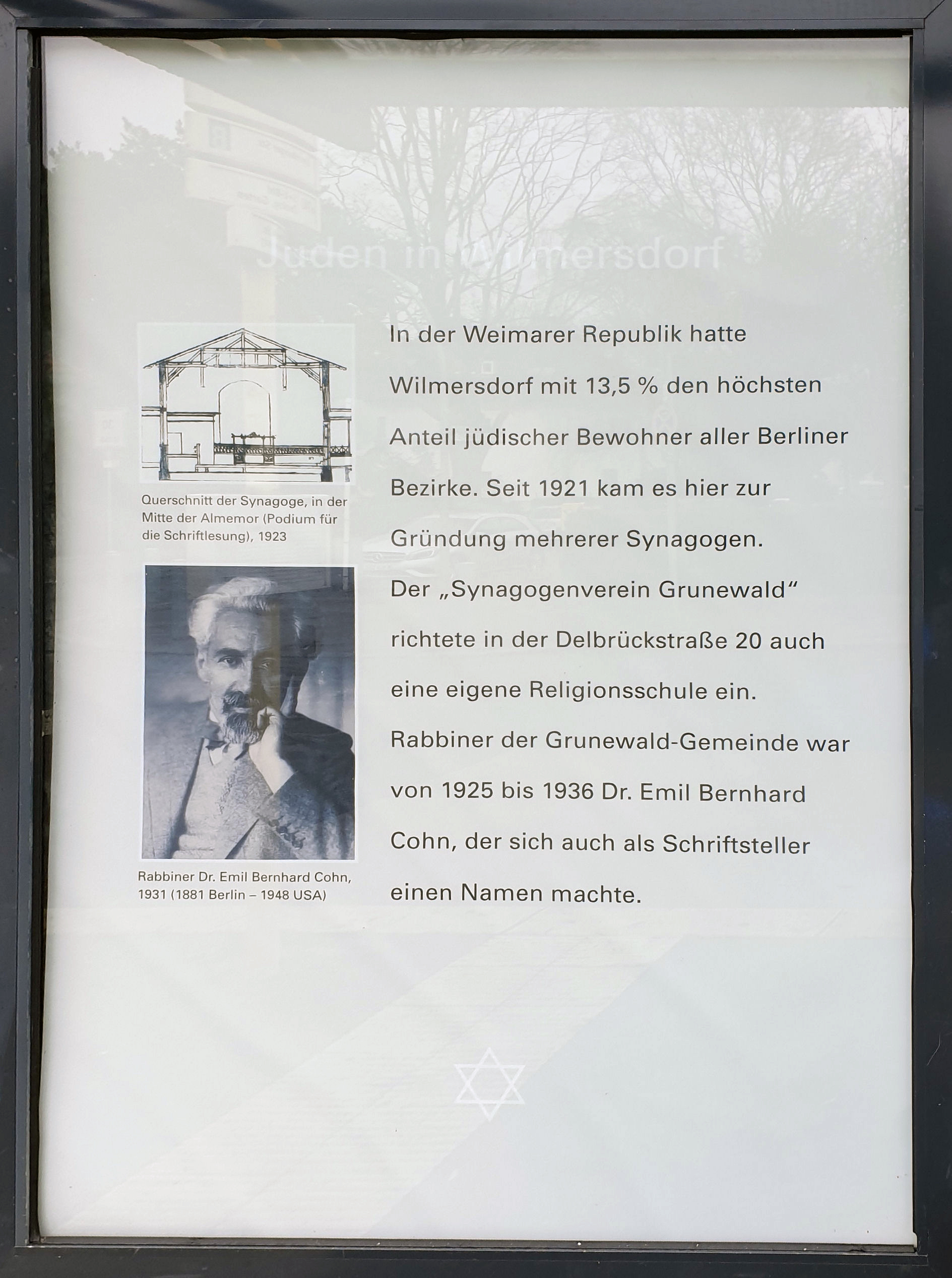
Gedenktafel am Haus, Franzensbader Straße 9, in Berlin-Schmargendorf

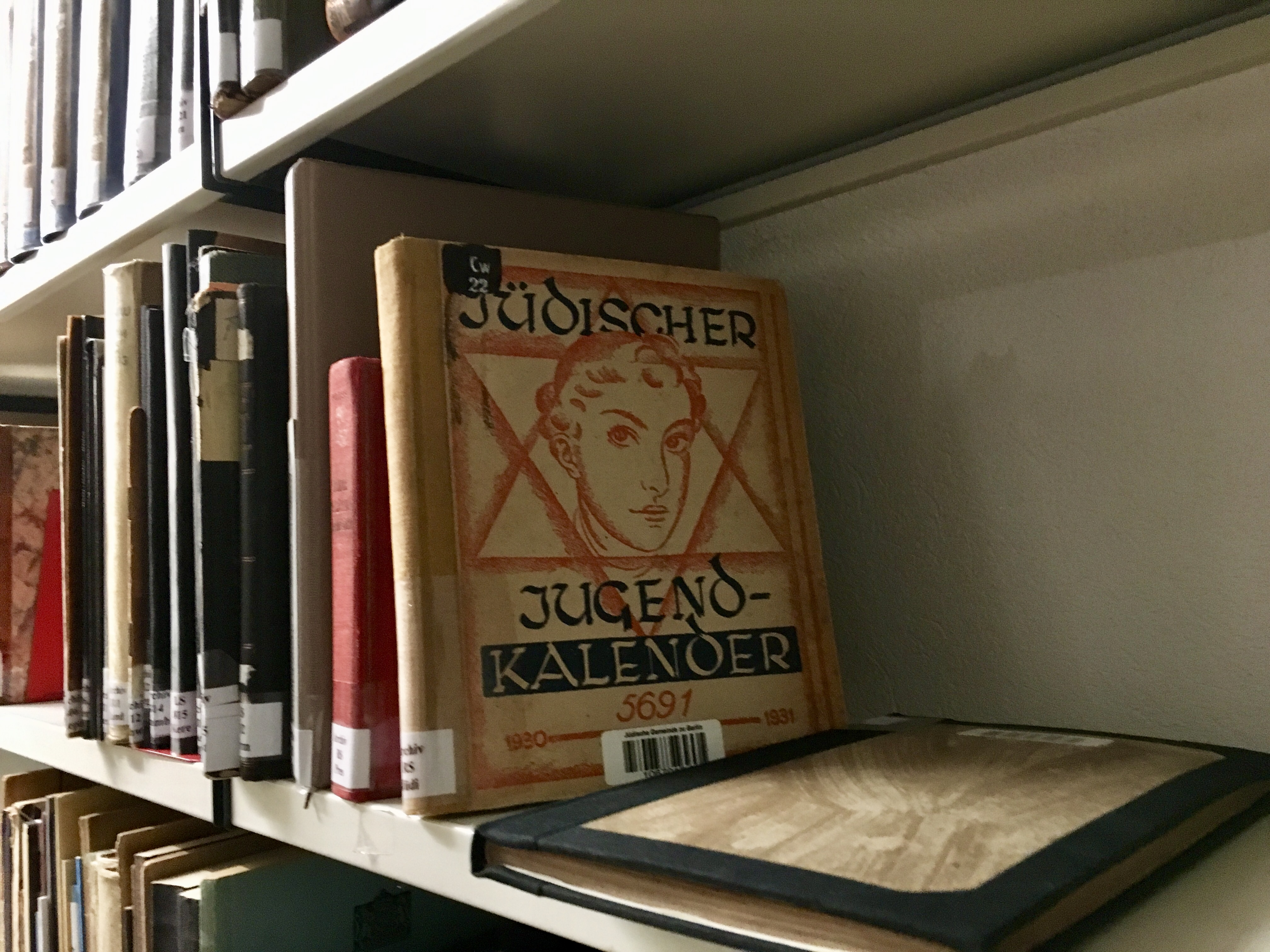
Jüdischer Jugendkalender aus der Jüdischen Bibliothek der Gemeinde, ehemals NS-Raubgut

Emil Cohn studierte ab 1899 an der Universität Berlin und an der Hochschule für die Wissenschaft des Judentums und wurde im März 1903 an der Universität Heidelberg promoviert. Als Student wurde er Mitglied des Vereins jüdischer Studenten und war 1901 Mitbegründer des zionistischen Studentenvereins National-jüdischer Verein der Hörer an der Lehranstalt für die Wissenschaft des Judentums, der sich 1902 unter Androhung der Relegation wieder auflöste.
1904 machte er sein Rabbinerexamen bei Judah Leon Magnes u. a. und wurde 1905 am Berliner Falk-Realgymnasium in Berlin-Tiergarten als Religionslehrer eingesetzt. 1906 wurde er Prediger und Religionslehrer der Jüdischen Gemeinde zu Berlin, musste aber unter dem Druck des Gemeindevorstandes wegen seiner zionistischen Haltung 1907 sein Amt wieder aufgeben.
Von 1907 bis 1908 studierte er an der Universität Kiel Jura und war danach bis 1912 als Rabbiner in Kiel tätig. Als Delegierter nahm er im Dezember 1909 am neunten Zionistenkongress in Hamburg teil. 1912 wurde er Rabbiner in Essen, 1914 Mitglied des Misrachi und war dann von 1914 bis 1925 als Rabbiner in Bonn tätig.
In Essen lehrte Cohn auch am Johanneum mittelalterliche Geschichte und an der Universität Bonn war er Dozent für Hebräisch. Von 1919 bis 1921 arbeitete er auch bei der von der Städtischen Bühne Bonn herausgegebenen Halbmonatsschrift Blätter für Bühnenkunst mit, deren Chefredakteur zu dieser Zeit Paul Hankamer war. Ab 1920 wurde er zunehmend auch als Bühnenautor bekannt. Seine Stücke wurden unter anderem vom Habimah-Theater inszeniert. Er war Mitglied der Rheinland-Loge des B’nai B’rith mit Sitz in Köln und später Mitglied der Berliner Jehuda-Halevi-Loge – eine von ihm verfasste biografische Abhandlung über den Philosophen und Dichter Jehuda ha-Levi erschien 1921 bei Erich Reiß. Verheiratet war er mit Margarete, genannt „Grete“, geborene Kaufmann (1893–1965), mit der er einen Sohn namens Bernhard (1923–1992; später ebenfalls Rabbiner) und zwei Töchter bekam.
1925 kehrte er nach Berlin zurück, wo er bis 1936 Rabbiner in der Synagoge Grunewald und 1933 auch Leiter der Freien Jüdischen Volksschule Berlin wurde. Bereits 1928 gründete er den Jüdischen Kinderkalender, den er bis 1931 herausgab, sowie auch den Jüdischen Jugendkalender, den er bis zu seiner Flucht in der Gemeinde herausgab, denn zur Zeit des Nationalsozialismus wurde er 1933 von den Nationalsozialisten das erste Mal, 1935/36 ein zweites Mal und nach kurzer Entlassung dann 1936 zum dritten Mal verhaftet. Dabei nutzte er im Oktober 1936 den Freigang zur Feier der Bar Mitzwa seines Sohnes zur Flucht in die Niederlande, wo er auch als Verbindungsmann zwischen den dortigen und den deutschen jüdischen Gemeinden fungierte.
Von den Niederlanden aus reiste er im Februar 1939 mit seiner Familie mittels Besuchervisa zu einer Vortragsreihe in die Vereinigten Staaten aus.

### Jahre in den Vereinigten Staaten
In den Vereinigten Staaten fand er die Unterstützung von Albert Einstein und von Stephen Wise, der ihm die Stelle des stellvertretenden Rabbis seiner Free Synagogue in New York übertrug.
1941 zog er mit Familie in den Bundesstaat Kalifornien, wo er bis zu seinem Lebensende lebte. Dort war er bis 1945  Rabbiner in der orthodoxen Gemeine „Beth Jacob“ in Menlo Park und als Dozent für Hebräische Literatur an der Stanford University in Palo Alto tätig. 1945 wurde er Rabbiner des „Temple Sinai“ in Glendale und dozierte über jüdische Geschichte an der School of Jewish Studies.
Von 1947 bis 1948 war Cohn Bibliothekar des 1934 gegründeten Los Angeles Jewish Community Council, der sich 1959 mit der 1911 gegründeten Jewish Welfare Federation zusammenschloss.
Emil Bernhard Cohn starb bei einem Unfall auf dem Weg zur Arbeit, als er beim Überqueren der Straße von einem Auto erfasst wurde.

## Werke (Auswahl)
- Emil Cohn: Salomo : ein Festspiel. In: Ost und West, Oktober 1913, Sp. 795–810